# 主権回復を目指す会
主権回復を目指す会（しゅけんかいふくをめざすかい）は日本の右派市民団体の一つ。略称は主権会（しゅけんかい）。以前は関西にも支部が存在していた。

## 概要
平成18年（2006年）7月、「サンフランシスコ講和条約によって大東亜戦争の対外的な敗戦責任を果たし、終戦後50年以上を経た日本は支那・中共、朝鮮、アメリカなどの内政干渉に屈服し続け、現在は独立した主権国家と見なせない」として、政治活動家の西村修平（元国民新聞記者）を代表として、栗原宏文・黄文雄などの“学識者”と市民によって設立された。顧問の酒井信彦を理論的支柱とし、西村を運動推進の支柱とすることで、思想・運動両面の活動を行っている。また、東京の本部事務所には、酒井の「日本ナショナリズム研究所」が併設されている。
尖閣諸島中国漁船衝突事件に関して船長が釈放された事に抗議する秋葉原デモ（平成22年（2010年）10月17日）で、トラブルになった男性に暴行したとして、事務所が平成23年（2011年）1月24日に傷害容疑で警視庁公安部・万世橋警察署警備課合同の家宅捜索を受けた。その後、平成23年（2011年）11月2日に不起訴が決まり 、主権回復を目指す会は、国家権力による不当弾圧であったと主張している。2012年以降、在日特権を許さない市民の会など、行動する保守諸団体に対する批判を強めており、「我々は、在特会とその仲間ではない」と主張している。

### 思想研究
酒井を中心とする学識者を交えて、「支那・中共による対日併合・侵略と戦うこと」を中心とした研究活動がおこなわれている。「支那・中共による精神侵略は第1次安倍内閣で完成しており、チベットの次は日本であり、支那人の人口侵略とその後の在日支那人保護を名目とした軍事侵略が行われるであろう」と主張している。外国人参政権などの主権に関わる問題についても強く反対している。

### 「行動する」運動
西村を中心に「論壇上で保守同士が論争する活動は失敗であった」「侍や戦前の教育を受けたものがいなくなった現在の日本人は世界でも最も弱い民族であり、朝鮮人や左翼に負けたという事実を受け入れた上で活動を行わなければならない」として、「『語る』運動から『行動する』運動へ」を掲げて、積極的に街頭でデモ・抗議活動をおこなうほか、会の主張や活動報告をインターネットで発信している。酒井も街頭活動を行い、「支那・朝鮮によって行われている対日侵略の危険性」について警告している。
デモ・抗議活動は、在特会を始めとする他の「行動する保守」の団体と共同でおこなうこともあったが、平成24年（2012年）以降は原発問題やヘイトスピーチ等について、在特会への批判を強めており、行動する保守のなかでは孤立する傾向にあった。平成25年（2013年）5月以降は日本の自存自衛を取り戻す会、政経調査会などとの共闘関係も失われ、その孤立化は決定的と言える状況となっている。

### 主な行動指針
- 支那・中共による対日併合・侵略と戦う[1]。
- 「反日」「虐日」を是とする日本人を通じて支那・中共の侵略工作が行なわれているため、それらの国内勢力と戦う[1]。
- 支那・中共、朝鮮におもねっている経済同友会等の売国経済人や国益を損ねている新日中友好21世紀委員会、反日・虐日勢力などの靖國の英霊を貶める支那・中共の代理人勢力と戦う[1]。
- 南京大虐殺、慰安婦強制連行、遺棄化学兵器問題について重点的に取り組む[1]。
- 支那・中共と対峙する在日台湾人との連携を密にすること[1]。
- 講演、啓蒙等の言論活動を主としながら、定例街宣、時局に応じたデモ行進などの実践活動に力点を置く[1]。

## 主な行動

### 慰安婦問題・アンチ水曜デモ
- 平成22年（2010年）4月7日、大阪駅前のデモが禁止されている[27]歩道橋で慰安婦強制連行を主張するデモを行っている団体とデモを止めさせようとした主権回復を目指す会などが衝突した[28][29]。この時、対立する別グループメンバーの眼鏡を盗んだとして、デモに参加していた「チーム関西」のメンバー1名が7月13日に逮捕された[30][31]。
- 平成23年（2011年）11月2日、韓国の水曜デモに対抗したアンチ水曜デモを開催。以後、水曜日に韓国大使館前で行なっている（ただし、警察からシュプレヒコールは禁じられている）[32][33]。

### 朝鮮学校による公園占用問題
- 平成21年（2009年）6月、京都市が朝鮮学校に無許可に設置されたサッカーゴールや朝礼台を公園から撤去するよう指導を行ったが、朝鮮学校は指導を受け入れなかった[34]。同年12月4日、「京都朝鮮第一初級学校が京都市南区の勧進橋児童公園を50年以上に渡って都市公園法・京都府公園条例に違反して不法に占拠している」として在特会とともに抗議し、主権会が京都市から使用許可を得て利用しようとした公園内に置かれていた朝鮮学校の私物を撤去して朝鮮学校へ届けるなどの行為をおこなったこと[35][36]に対し、同年12月6日付で「『関西支部長を1年以内に殺害する』とした脅迫文が大阪府平野郵便局から投かんされ、刑事事件となっている」[37][36][38]として、12月13日には生野区で在特会とともに抗議のデモ行進を行うなど「脅迫に屈服しない」姿勢を示している[37][39]。京都朝鮮第一初級学校側は「地元住民の承認と協力のもとで公園を使用している」と主張している[40]が、実際には京都市は「住民からの苦情が出ている」と公表している[34]。3月28日には勧進橋児童公園へ向けてデモ行進を行ったが朝鮮人がデモ隊に突入を繰り返したため、女性や子供を含んだ参加者に危険が及ぶとして途中で中止された[41][42]。抗議デモは在特会によってネットで生中継された[43]。8月10日、京都府警は威力業務妨害で12月4日の抗議参加者数名を逮捕した[34]。8月27日、京都府警は無許可で公園を占用したとして朝鮮学校前校長を書類送検した[34]。
- 裁判において、主権回復を目指す会は在特会と一部異なる対応をとった。刑事裁判においては最高裁まで争って敗訴し有罪が確定した。また、その後朝鮮学校側によって提起された損害賠償を求める民事裁判においては、主権会は法廷において一部事実について謝罪した[44]。

2013年10月7日、京都地裁が原告（初級学校側）の主張を認め、街宣禁止（移転後の所在地を中心とした半径200メートル以内も含めて）と1225万円賠償（仮執行宣言付き）を主権会・在特会側のメンバー8人に命令した。

### 中国問題
- 北京五輪のための長野聖火リレー時（2008年北京オリンピックの聖火リレー）には、中国での五輪開催を反対するデモを長野で行った[46]。

### 欧米による反捕鯨運動問題
- 「環境保護」を標榜し、捕鯨に対する抗議・妨害活動で日本の調査捕鯨船の乗組員を負傷させた環境テロリスト[47][48]のシーシェパード[49]、及び同じく捕鯨に対して反対の立場で行動しているグリーンピースを非難し、同団体を支援しているオーストラリア・ニュージーランド政府や民間企業に対して支援の停止を要求している[50][51][52][53][54]。
  - 映画配給会社アンプラグドによって上映されようとしている『ザ・コーヴ』は捏造と歪曲を挿入した反日プロパガンダ映画であるとして、和歌山県太地町の漁民と日本の伝統文化を守るために公開を阻止するとして、渋谷駅やアンプラグドの本店である社長の自宅・事務所前などで抗議活動を行っている[55][56][57][58]。これに対してアンプラグドの加藤武史社長は「『ザ・コーヴ』は本来、日本人の手で撮影されなければいけなかった作品だ」と述べ[59]、日本全国26の映画館で上映することを発表した[58]。6月3日、シアターN渋谷が上映を中止することを発表し[5][60][61][62][63]、6月4日にはシネマート六本木とシネマート心斎橋が上映中止を発表した[4]。この件ではアンプラグドと加藤社長から提訴され、街頭宣伝の禁止と110万円の損害賠償命令を言い渡されている[64]。

2010年7月6日放送のNHK『クローズアップ現代 映画「ザ・コーヴ」問われる“表現”』では主権会が撮影した映像が放映された。

### 在日本大韓民国民団課税免除問題
- 平成21年（2009年）12月17日、千葉県柏市にある在日本大韓民国民団東葛支部が固定資産税を減免されていることに対し、秋山浩保柏市長などに対して民団への減免措置が不当であるとして住民監査請求を行い[67]、平成22年（2010年）2月9日、千葉地方裁判所に柏市による減免措置は不当であると訴えた（事件番号平成22年（行ウ）第4号）。4月30日、柏市は在日本大韓民国民団に対して課税を行うこととした行政文書（柏財資第81号）を通知することとなった。

### 警察官支援活動
- 中国人男性への職務質問の際、灯籠を用いて抵抗されるなどしたため発砲し、男性を死亡させた鹿沼警察署の警察官が中国人の遺族から「違法発砲である」として訴えられた事件[68]では、警察官に対する支援や街宣活動を行っていた[69][70]。
- 奈良県大和郡山市で発生した現金窃盗事件で、追跡車両への発砲によって同乗していた在日韓国人が死亡したとして射殺された犯人の遺族から特別公務員暴行陵虐致死などで訴えられた警察官を支援する運動を行っていた[71][72]。

### 日米地位協定の改定運動
- 平成30年（2018年）～、「檄！小異を捨て大同に 「日米地位協定」の全面改定を」と題して、有楽町などで一水会、対米自立実行委員会、基地問題を考える愛国者連絡会等と米国に対して横田空域の返還を求めた街宣を行っている。以後継続して令和に入っても活動を続けている[73][74]。

### その他
- 平成22年（2010年）1月24日、在特会主催の外国人参政権に反対するデモ行進に参加した主権回復を目指す会のメンバーがカッとなった男に催涙スプレーを噴霧される[75][76][77]。
- 朝日新聞がねつ造報道を行っているとして、朝日新聞珊瑚記事捏造事件が起きた日である毎年4月20日に朝日新聞社前でねつ造記事を書くのを止めるよう抗議を行っている[78][79]。

## その他の主張・活動
- 自由民主党と民主党について「利権分配集団の兄弟政党である」と非難するとともに官房機密費の国庫への返還を求めている[80][81]。
- 警察とパチンコ・朝鮮総連との癒着・天下りの廃止[82]。
- つくばみらい市が計画した平成20年（2008年）1月20日の平川和子の講演会「自分さえガマンすればいいの? DV被害実態の理解と支援の実際」を反日極左によるものだとして抗議を行い中止させたため[83]、後日、社民党の近藤正道が参議院法務委員会でこの事件を取り上げ、「人権、中でも言論、表現の自由、あるいは集会の自由に対する危機ともいうべき状況」を危惧する意見を述べた。鳩山邦夫法務大臣はそれに対し、抗議活動も表現の自由の対象であるため難しい問題だとしつつも、「行き過ぎればこれは暴力」であり、「表現の自由として尊重されるような行動」であったか疑問であると回答した[84]。

## 主要関係者
代表
- 西村修平（元国民新聞記者[7]・河野談話の白紙撤回を求める市民の会代表[85]・村山談話の白紙撤回を求める市民の会代表[86]。）[1]

副代表
- 沼山光洋（靖國會事務局長[87]）[88]

顧問
- 酒井信彦（元東京大学教授[9]・日本ナショナリズム研究所所長[89]・自由チベット協議会代表[89]）[1]
- 栗原宏文（元愛媛大学教授[8]）[1]
- 黄文雄（拓殖大学教授[10]・評論家）[1]
- 阿羅健一（近代史研究家[90]・中国の抗日記念館から不当な写真の撤去を求める国民の会会長[91]）[1]